# William Vermont
William Vermont (ur. 21 września 1991 roku w Amiens) – francuski kierowca wyścigowy.

## Kariera
William karierę rozpoczął w 2002 roku, od startów w kartingu. W 2009 roku zadebiutował w serii wyścigów samochodów jednomiejscowych – Formul'Academy Euro Series. Francuz pięciokrotnie stanął na podium, a podczas zmagań na torze Magny Cours zwyciężył w obu sesjach kwalifikacyjnych i wyścigach. Zdobyte punkty sklasyfikowały go na 3. miejscu.
W kolejnym sezonie Vermont ścigał się w niemieckiej serii ADAC Masters. W drugim wyścigu, na torze w Oschersleben uzyskał najszybszy czas okrążenia, natomiast w Lausitzring sięgnął po pole position. W żadnym z wyścigów nie udało mu się zwyciężyć, jednak w całym sezonie ośmiokrotnie plasował się w czołowej trójce. Ostatecznie zmagania zakończył na 4. pozycji.
W 2011 roku William brał udział w serii European F3 Open. Vermont wystartował w trzech rundach, podczas których zaprezentował dobrą formę, będąc trzykrotnie na podium, z czego dwukrotnie na francuskim torze Magny Cours. Solidna zdobycz punktowa uplasowała go na 13. lokacie.
W sezonie 2012 Francuz podpisał kontrakt z ekipą ARTA Engineering, na udział w Europejskiej Formule Renault. W ciągu 12 wyścigów stanął tam raz na podium i z dorobkiem 19 punktów uplasował się na 16 pozycji w klasyfikacji końcowej.
Na sezon 2013 Vermont podpisał kontrakt z ARTA Engineering na starty w Europejskim Pucharze Formuły Renault 2.0 oraz Alpejskiej Formule Renault 2.0. Z dorobkiem odpowiednio 42 i 61 punktów uplasował się odpowiednio na dwunastej i dziewiątej pozycji w klasyfikacji generalnej.

## Statystyki
| Sezon | Seria                                 | Zespół            | Wyścigi | Zwycięstwa | PP | NO | Podium | Punkty | Pozycja |
| ----- | ------------------------------------- | ----------------- | ------- | ---------- | -- | -- | ------ | ------ | ------- |
| 2009  | Akademia Formuły Euro Series          | Signatech         | 14      | 3          | 2  | 1  | 5      | 99     | 3       |
| 2010  | Formuła ADAC Master                   | Ma-Con Motorsport | 21      | 0          | 1  | 1  | 8      | 165    | 4       |
| 2011  | European F3 Open                      | Top F3            | 6       | 0          | 0  | 0  | 3      | 30     | 13      |
| 2011  | Radical European Masters - Masters    |                   |         |            |    |    |        | 97     | 15      |
| 2012  | Europejski Puchar Formuły Renault 2.0 | ARTA Engineering  | 12      | 0          | 0  | 0  | 1      | 29     | 16      |
| 2012  | Alpejska Formuła Renault 2.0          | ARTA Engineering  | 14      | 0          | 0  | 0  | 4      | 94     | 5       |
| 2013  | Europejski Puchar Formuły Renault 2.0 | ARTA Engineering  | 14      | 0          | 0  | 0  | 1      | 42     | 12      |
| 2013  | Alpejska Formuła Renault 2.0          | ARTA Engineering  | 6       | 0          | 0  | 1  | 2      | 61     | 9       |